# آر. راتناولو
آر. راتناوِلو (تامیلی: ஆர். ரத்னவேலு؛ زادهٔ ۲۴ فوریهٔ ۱۹۷۱) فیلم‌بردار اهل هند است که بابت آثارش برندۀ جوایز متعددی شده است.
از فیلم‌ها یا مجموعه‌های تلویزیونی که وی در آن‌ها نقش داشته‌است، می‌توان به آریا، روبات، دیوید، من تنها هستم، لینگا، تئاتر و هندی ۲ اشاره نمود.